# Pipa parva
Espèce
Statut de conservation UICN

 LC  : Préoccupation mineure
Pipa parva est une espèce d'amphibiens de la famille des Pipidae, endémique du Nord de l'Amérique du Sud.

## Description
Pipa parva est assez petite par rapport aux autres Pipidae, avec une longueur narines/cloaque de 27 à 44 mm pour une femelle, et de 28 à 37 mm pour un mâle. Cette espèce possède 2n = 30 chromosomes.
Le dos, la tête et les membres sont brun sombre (plus rarement brun ou gris noirâtre) et les tubercules couvrant la peau de ces régions sont généralement de la même couleur (plus rarement brun). Côté ventral, la couleur devient plus pale jusqu'à un gris beige très clair presque blanc et ne présente le plus souvent que très peu de taches et très dispersées, et généralement localisées sur le thorax (ou plus rarement ailleurs sur le corps). Bien que les membres soient de la même couleur que le dessus du corps, la palmure entre les doigts et les orteils est décolorée et translucide.
La tête est relativement petite par rapport au reste du corps, et plus longue que large ; le museau est pointu. Cette espèce ne possède pas de dents et, comme chez tous les Pipidae, la langue est absente et il existe une poche labiale au niveau de la lèvre supérieure, à l'angle de la mâchoire.
Le corps est moins aplati que chez les autres espèces du genre Pipa. La peau est couverte de petits tubercules de taille, forme et quantité variables. Les tubercules sur la peau de la tête sont petits et en quantité moyenne ; sur le dos, ils sont grands et densément présents, mais deviennent moins nombreux sur les membres. Ceux du ventre sont plus discrets et moins nombreux. Des tubercules en forme d’épine incurvée sont présents sur le premier et le cinquième doigt, sur le tarse et sur le dessous de la main.
Le bout des doigts comporte 4 lobes, comme souvent chez les espèces du genre Pipa, mais ces lobes sont ici asymétriques, ce qui est particulier à cette espèce : deux sont en position terminale (au bout des doigts) et deux sont plus proximaux (plus vers la base des doigts) et vers le dessous de la main. Comme tous les membres du genre Pipa sauf Pipa pipa and Pipa snethlageae, les orteils I et III présentent un épaississement de kératine. De plus, tout comme chez Pipa myersi, les tubercules métatarsiens présents chez tous les autres membres du genre Pipa sont ici absents.
Cette espèce présente plusieurs séries d'organes de la ligne latérale. De chaque côté de la tête, une série s’étend entre le bout du museau et la bordure la plus antérieure des yeux, une autre, disposée verticalement, part de l’angle de la mâchoire, passe sur la patte antérieure puis se prolonge sur la partie ventrale du flanc. De chaque côté encore, une série part de la région temporale et une autre part de la patte antérieure et se prolonge sur le côté dorsal du flanc.

## Comportement

### Locomotion
Bien que de mœurs aquatiques, cet amphibien est capable de se déplacer à terre, surtout au cours de pluies importantes. Chez les têtards, au cours de la nage, la queue et les poumons ont un rôle dans la stabilisation ; si leurs poumons ne sont pas convenablement remplis d’air, ils auront des difficultés pour se mouvoir, notamment en direction de la surface.

### Alimentation
Les adultes sont carnivores. Les têtards se nourrissent en filtrant les particules en suspension dans l'eau ; lorsque la nourriture se fait rare, ils tentent d'agiter le substrat, dans l'espoir de dénicher des particules comestibles.

### Comportements territoriaux
Cette espèce est très furtive, et donc difficile à observer, mais des comportements territoriaux ont été observés sur les sites de reproduction, incluant postures de menace, saut sur l'intrus, ou lutte au corps à corps.

### Reproduction
Le comportement reproducteur de cet amphibien est très semblable à celui de Pipa pipa et de Pipa carvalhoi. Cette espèce peut accomplir trois ou quatre cycles de reproduction par an
Le derme et l'épiderme du dos de la femelle se creusent de "chambres incubatoires" très vascularisées où les œufs seront conservés.
Lors de l’accouplement, le mâle saisit sous l'eau la femelle par un amplexus lombaire. Le couple, mené par la femelle, remonte vers la surface et, avant d'y parvenir, pond des œufs, puis fait demi-tour vers le fond. Le mâle fertilise alors les œufs et les poussent dans le dos de la femelle en le frottant avec son bas-ventre. Ce cycle de plongée puis remontée recommence jusqu'à ce que tous les œufs soient pondus, fertilisés et implantés dans le dos de la femelle.
La paroi des chambres incubatoires adhère à la capsule gélatineuse des œufs pour les maintenir. Les embryons en cours de développement pourront réaliser des échanges respiratoires avec les vaisseaux sanguins qui irriguent la paroi de la chambre.
Comme chez Pipa carvalhoi et Pipa myersi, les petits sont relâchés alors qu'ils sont encore à l'état de têtards, tandis que chez la plupart des Pipidae (par exemple Pipa pipa), les petits ne quittent le dos de leur mère que lorsque leur métamorphose est accomplie. Après 30 jours d’incubation, les têtards quittent le dos de leur mère. Ils pourront atteindre 4 cm de longueur avant de se métamorphoser.

## Distribution et habitat
Cette espèce est endémique du Nord de l'Amérique du Sud. Elle se rencontre jusqu'à 300 m d'altitude, dans les régions qui bordent le lac Maracaibo :
- dans le nord-ouest du Venezuela ;
- dans le nord-est de la Colombie.

La répartition originelle se situe aux alentours du bassin du lac Maracaibo. Mais elle a été introduite dans le bassin du lac de Valencia et désormais, l'espèce progresse vers le centre du Venezuela.
Elle vit dans les étendues d'eau des régions dégagées, à la végétation haute clairsemée (prairies ou marécages). Elle est capable de progresser sur le sol ferme, notamment lorsqu'il pleut.

## Statut de conservation
Cette espèce est très commune et ses effectifs sont plutôt en augmentation, ce qui fait que l'UICN l'a classé dans la catégorie "LC" (préoccupation mineure). Elle a été introduite dans le centre du Venezuela où cette espèce n'existait pas, et l'UICN préconise le contrôle de cette population afin d’éviter qu'elle envahisse le bassin de l'Orénoque.

## Publication originale
- Ruthven & Gaige, 1937 : Description of a new species of Pipa from Venezuela. Occasional Papers of the Museum of Zoology University of Michigan, no 136, p. 1-2 (texte intégral).